# 大连国际徒步大会

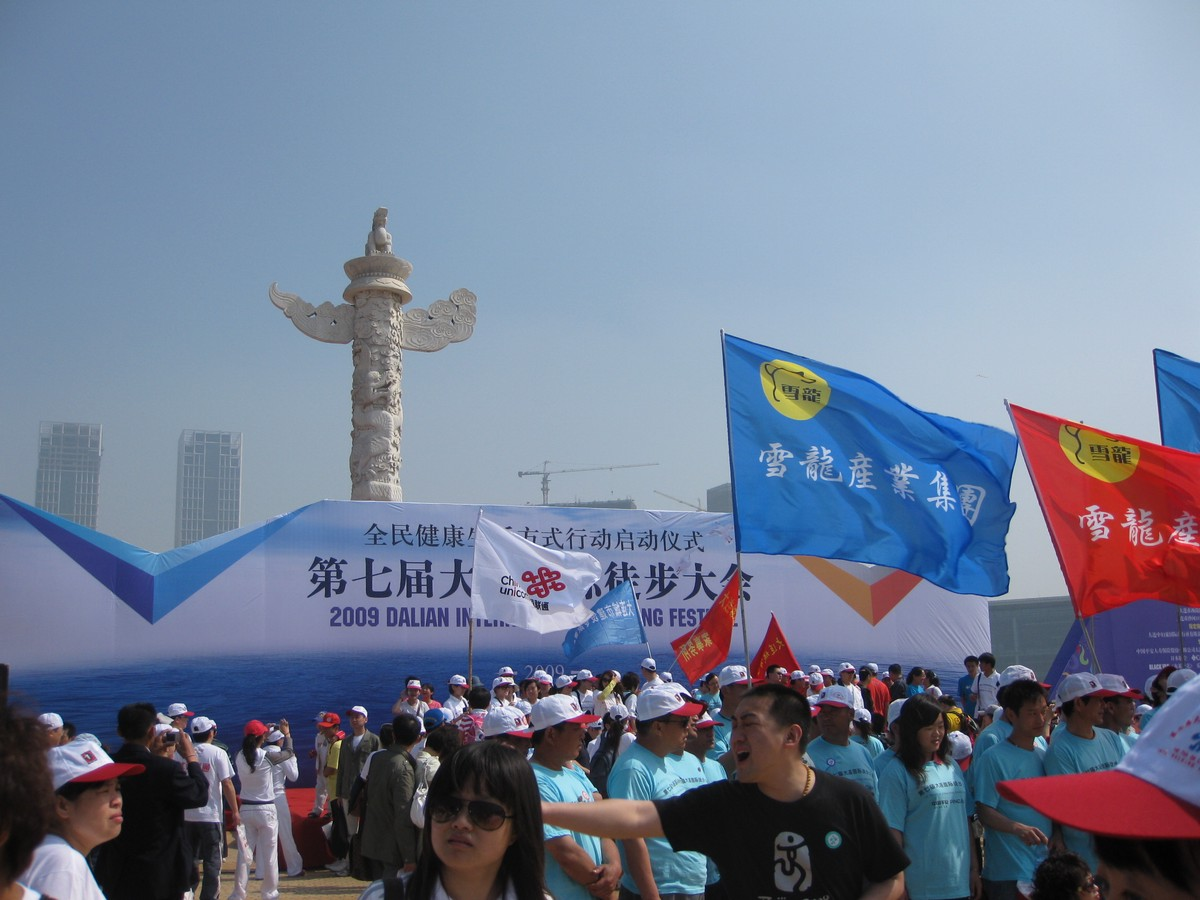
2009年大连国际徒步大会起点

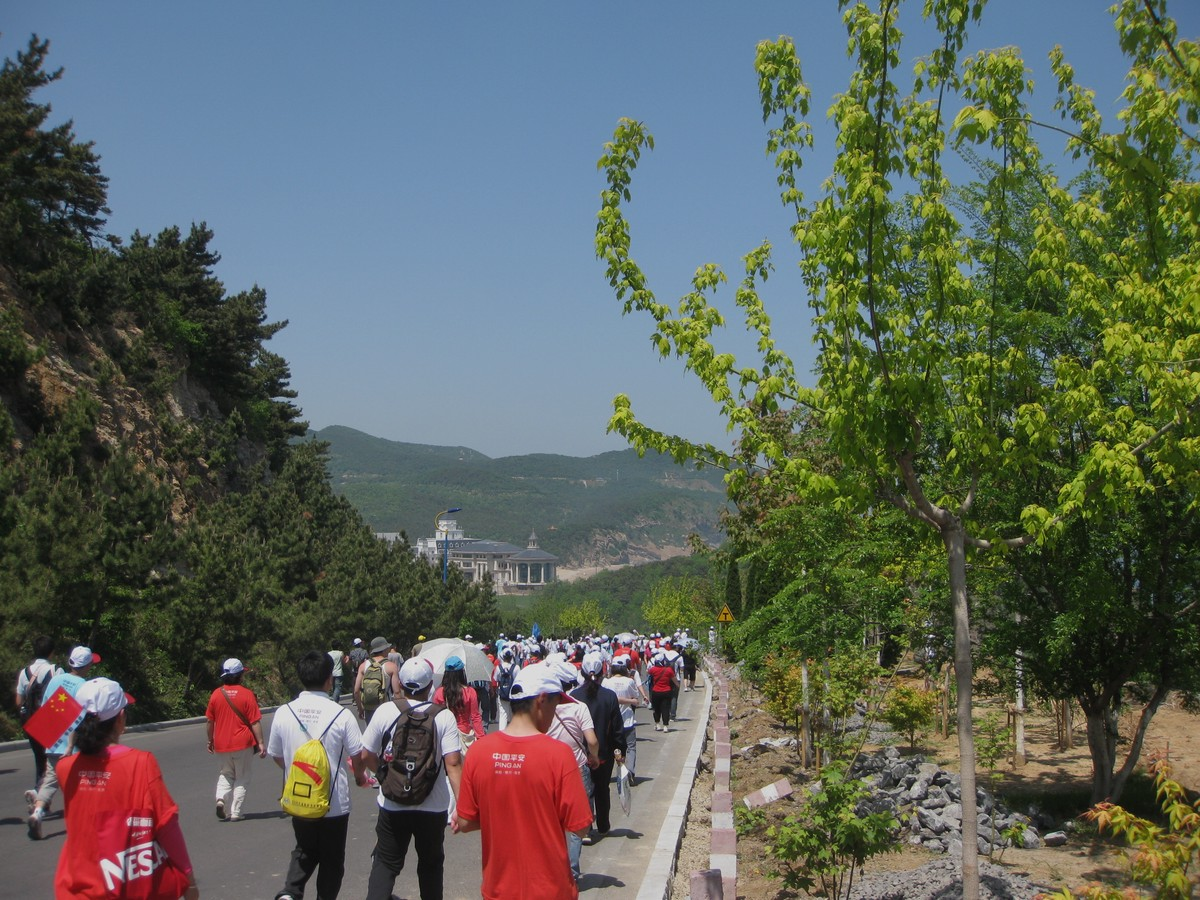
2009年大连徒步大会一瞥之一

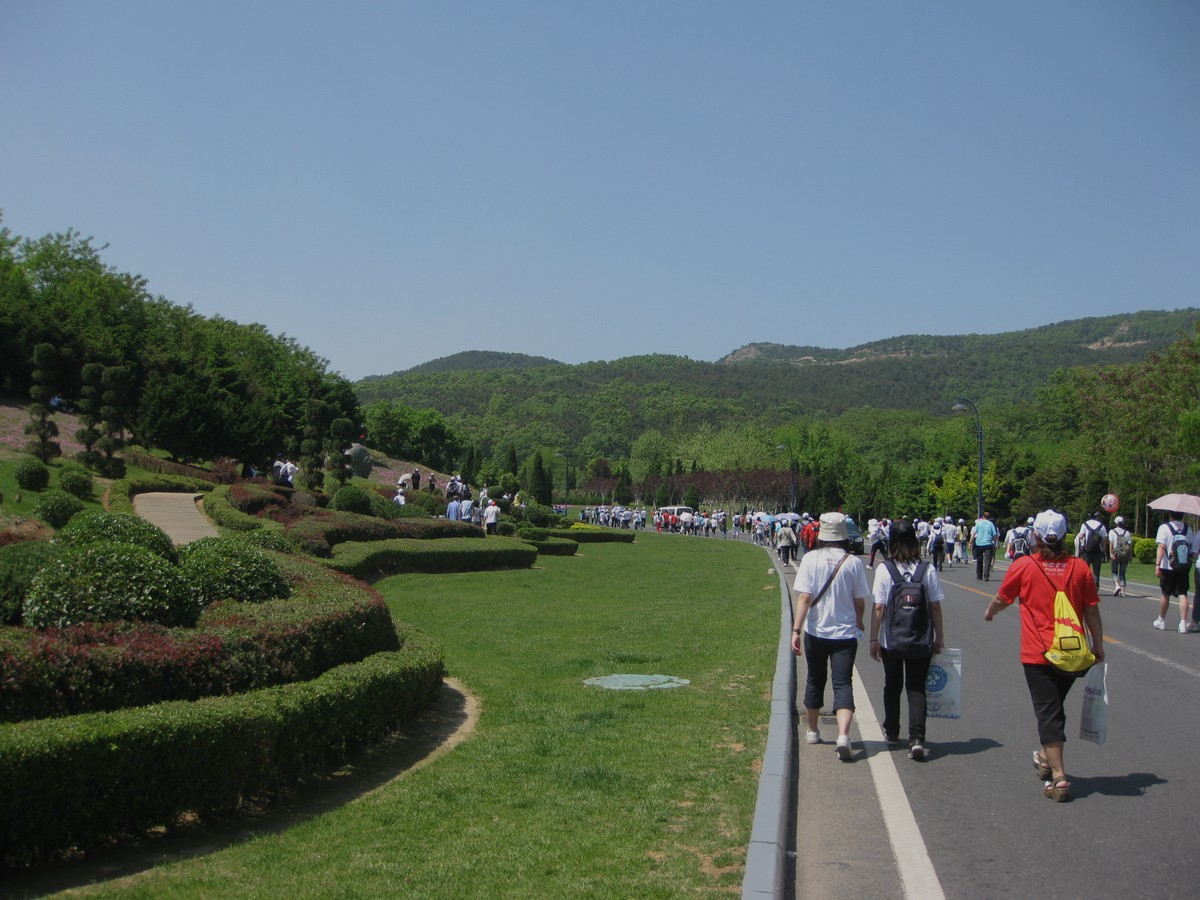
2009年大连徒步大会一瞥之二

大连国际徒步大会是大连市政府主办、大连市徒步协会承办，中国内地唯一被国际徒步联盟承认的国际性徒步活动。徒步大会的宗旨是“和平、健康、交流”，与国际徒步联盟口号相同。首届徒步大会于2003年举行。

## 时间
除第一、四届徒步大会外，举办时间均为每年五月份的第三个周末。早上从起点出发，当天中午或下午完成。周六、周日线路设置有所不同，参加者可参加任意一天的徒步，亦可两天均参与。不设名次，不设开闭幕仪式，参加者随到随走。遇雨天照常进行。

## 线路
徒步起点为星海广场（有时亦会设在东港附近），基本沿滨海路进行。终点根据徒步里程不同而不同，且每年可能有所调整：

##### 若为星海广场出发：
- 5公里出发后向西至星海公园后返回起点。
- 10/20/30公里沿滨海路东行：
  - 10公里终点为老虎滩，途径大连森林动物园、付家庄、燕窝岭。
  - 20公里终点为大夹山停车场，途径付家庄、燕窝岭、老虎滩、棒棰岛国宾馆；有时亦设定为从付家庄北行离开滨海路，进入莲花山，最终回到起点的线路。
  - 30公里终点为海之韵公园北门，途径付家庄、燕窝岭、老虎滩、棒棰岛宾馆、海之韵公园。
    - 因海之韵公园改造，2009年的30公里路线是在20公里路线基础上增加一段环路，终点与20公里相同，为大夹山停车场。
    - 2010年30公里路线终点为国际会议中心（大连港东部港区），是徒步大会线路首次进入大连港。

##### 若为东港出发：
- 五公里：东港国际音乐喷泉广场-港浦路-东旭街-港隆路（国滨苑终点）
- 十公里：东港音乐喷泉广场—港浦路—十八盘—滨海路—棒棰岛宾馆正门—迎宾路—大夹山停车场（终点）
- 二十公里：东港音乐喷泉广场—港浦路—十八盘—滨海路—棒棰岛公园正门—石槽—老虎滩海洋公园（终点）
- 三十公里：东港音乐喷泉广场—港浦路—十八盘—滨海路—棒棰岛公园正门—石槽—老虎滩海洋公园—北大桥—燕窝岭—民航大连疗养院（终点）[2]

沿线设有饮水点、流动医疗站、厕所等设施。
参与者可单人或团体报名，每人缴纳20元人民币报名费，报名后将获得统一印有大会标识的文化衫、遮阳帽、号码布、不干胶贴、徒步手册等物品。活动举办方建议未报名者尽量不要进入徒步路线，但并无相应限制措施。

## 历届徒步大会
- 第一届：2003年9月27-28日。参加总人数7000人，参加者年龄最大的为80岁，最小的只有7岁。
- 第二届：2004年5月22-23日。全市有6万多市民参加。
- 第三届：2005年5月28-29日。本届的主题是“走大连，给生命一次张扬的机会”。全市有23万市民参加，应邀参加的国外来宾1000多人。
- 第四届：2006年4月8-9日。本届的主题是“走向世界徒步城”。全市有27万市民参加。国际徒步联盟派观察员多·特孟特、江桥参与了本届大会。
  - 同年4月27日，在美国华盛顿州温哥华市召开的国际徒步联盟大会上，大连被吸纳为国际徒步联盟的正式会员，正式成为“国际徒步城市”，也是中国内地唯一个“徒步城市”。
- 第五届：2007年5月26-27日。本届的主题是“和平交流，与奥运同行”。全市有30万市民参加。来自全世界11个国家的500名徒步爱好者参加了本届大会。
- 第六届：2008年5月24-25日。本届的主题是“牵手奥运，徒步大连”。全市有40余万市民参加，外地徒步爱好者和全世界14个国家的近千名徒步爱好者参加了本届大会。
- 第七届：2009年5月23-24日。国内外参加者超过20万人，其中外宾千余人[3] [4]
- 第八届：2010年5月15-16日[4]。